# Cocientes notables
En álgebra elemental, los cocientes notables son aquellos cocientes de cuyo resultado se obtienen polinomios exactos, es decir que el resto es igual a cero, obedeciendo a reglas fijas y que pueden averiguarse por simple inspección; es decir, sin efectuar la división.
En la mayoría de ocasiones se presentan como sumas o restas de potencias divididas entre sí, por lo que se pueden representar, en su forma general, de la siguiente manera:
{\displaystyle {\frac {x^{n}\pm y^{n}}{x^{m}\pm y^{m}}}}

## Definición matemática
Un cociente notable se define matemáticamente de la siguiente manera si el valor de los exponentes del denominador es igual a 1 (siendo los casos de este tipo los más sencillos):
{\displaystyle {\frac {x^{n}\pm y^{n}}{x\pm y}};} {\displaystyle \forall n\in \mathbb {\mathbb {N} } \mid n\geq 2}
Asimismo, si el valor de los exponentes del denominador es distinto a 1, el cociente notable puede representarse de las siguientes formas:
- Si n y m son positivos ({\displaystyle \forall n,m\in \mathbb {\mathbb {Z^{+}} } }):

{\displaystyle {\frac {x^{n}\pm y^{n}}{x^{m}\pm y^{m}}};} {\displaystyle n\geq 2} {\displaystyle \land }{\displaystyle m\neq 0} {\displaystyle n>m}{\displaystyle \land }{\displaystyle {\mbox{m es factor de n}}}
- Si n y m son negativos ({\displaystyle \forall n,m\in \mathbb {\mathbb {Z^{-}} } }):

{\displaystyle {\frac {x^{n}\pm y^{n}}{x^{m}\pm y^{m}}};} {\displaystyle n\leq -2} {\displaystyle \land }{\displaystyle m\neq 0}{\displaystyle \land } {\displaystyle m>n}{\displaystyle \land }{\displaystyle {\mbox{m es factor de n}}}
Finalmente, si los primeros y segundos exponentes de los términos del numerador y del denominador difieren, el cociente notable puede expresarse de las siguientes maneras:
- Si p, q, r y s son positivos ({\displaystyle \forall p,q,r,s\in \mathbb {\mathbb {Z^{+}} } }):

{\displaystyle {\frac {x^{p}\pm y^{q}}{x^{r}\pm y^{s}}};} {\displaystyle {\frac {p}{r}}={\frac {q}{s}}} {\displaystyle \land } {\displaystyle \forall p,q\in \mathbb {\mathbb {Z} } \mid p,q\geq 2} {\displaystyle \land } {\displaystyle p>r} {\displaystyle \land } {\displaystyle q>s}
- Si p, q, r y s son negativos ({\displaystyle \forall p,q,r,s\in \mathbb {\mathbb {Z^{-}} } }):

{\displaystyle {\frac {x^{p}\pm y^{q}}{x^{r}\pm y^{s}}};} {\displaystyle {\frac {p}{r}}={\frac {q}{s}}} {\displaystyle \land } {\displaystyle p,q\leq -2} {\displaystyle \land } {\displaystyle r>p} {\displaystyle \land } {\displaystyle s>q}
A pesar de lo anterior, los cocientes notables pueden extenderse al campo de los complejos {\displaystyle \mathbb {\mathbb {C} } }, incluyendo además de los enteros positivos y negativos a los exponentes formados por fracciones, números irracionales y números complejos; excepto en el caso de que los exponentes del denominador sean igual a 1, además de que siempre se cumpla {\displaystyle {\frac {p}{r}}={\frac {q}{s}}}. 
Un cociente no es definible como notable si dicho cociente está compuesto por exponentes negativos y positivos, o si {\displaystyle m>n} cuando ambos son positivos, porque da lugar a un resultado infinito.

## Características
1. El resto o residuo de la división, es igual a cero ({\displaystyle r(x)=0}).  
2. Las bases del primer término del numerador y denominador tienen que ser iguales. 
3. Las bases del segundo término del numerador y denominador tienen que ser iguales. 
4. El cociente del exponente del primer término del numerador entre el exponente del primer término del denominador es igual al cociente del exponente del segundo término del numerador entre el exponente del segundo término del denominador, es decir, {\displaystyle {\frac {p}{r}}={\frac {q}{s}}}.
5. Los exponentes del numerador deben ser mayores que los del denominador ({\displaystyle n>m}).
6. Si se divide entre una suma de potencias, los signos de los términos resultantes se alternarán entre + y -.
7. Si se divide entre una diferencia de potencias, los signos de los términos resultantes serán positivos.

## Casos sencillos

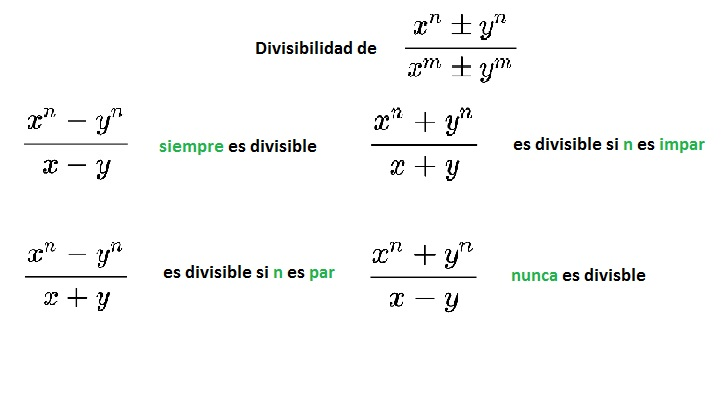
Cocientes notables simples.

Los siguientes 4 casos de cocientes notables surgen cuando el valor de los exponentes del denominador sea igual a 1.

### Caso 1
Este caso se produce cuando n es un número par o impar.
{\displaystyle {\frac {x^{n}-y^{n}}{x-y}}=\sum _{k=0}^{n-1}x^{n-(k+1)}y^{k}=x^{n-1}+x^{n-2}y+x^{n-3}y^{2}+\ldots y^{n-1}}
| Demostración |
| Es posible demostrar esta identidad mediante el teorema del resto y una de las propiedades de la división: {\displaystyle p(x)=q(x)c(x)+r(x)} {\displaystyle {x^{n}-y^{n}}={(x-y)}c(x)+r(x);} {\displaystyle x=y} {\displaystyle {y^{n}-y^{n}}={(y-y)}c(x)+r(x)} {\displaystyle 0=(0)c(x)+r(x)} {\displaystyle r(x)=0} |

Ejemplos:
{\displaystyle {\frac {x^{4}-y^{4}}{x-y}}=x^{3}+x^{2}y+xy^{2}+y^{3}}
{\displaystyle {\frac {x^{5}-y^{5}}{x-y}}=x^{4}+x^{3}y+x^{2}y^{2}+xy^{3}+y^{4}}

### Caso 2
Este caso se produce cuando n es un número par. Si n fuese impar, no resultaría un cociente notable.
{\displaystyle {\frac {x^{n}-y^{n}}{x+y}}=\sum _{k=0}^{n-1}(-1)^{k}x^{n-(k+1)}y^{k}=x^{n-1}-x^{n-2}y+x^{n-3}y^{2}-\ldots y^{n-1}}
| Demostración |
| Es posible demostrar esta identidad mediante el teorema del resto y una de las propiedades de la división: {\displaystyle p(x)=q(x)c(x)+r(x)} {\displaystyle {x^{n}-y^{n}}={(x+y)}c(x)+r(x);} {\displaystyle x=-y} {\displaystyle {(-y)^{n}-y^{n}}={((-y)+y)}c(x)+r(x)} {\displaystyle {(y^{n}-y^{n}}={(-y+y)}c(x)+r(x)} {\displaystyle 0=(0)c(x)+r(x)} {\displaystyle r(x)=0} |

Ejemplo:
{\displaystyle {\frac {x^{4}-y^{4}}{x+y}}=x^{3}-x^{2}y+xy^{2}-y^{3}}

### Caso 3
Este caso se produce cuando n es un número impar. Si n fuese par, no resultaría un cociente notable.
{\displaystyle {\frac {x^{n}+y^{n}}{x+y}}=\sum _{k=0}^{n-1}(-1)^{k}x^{n-(k-1)}y^{k}=x^{n-1}-x^{n-2}y+x^{n-3}y^{2}-\ldots y^{n-1}}
| Demostración |
| Es posible demostrar esta identidad mediante el teorema del resto y una de las propiedades de la división: {\displaystyle p(x)=q(x)c(x)+r(x)} {\displaystyle {x^{n}+y^{n}}={(x+y)}c(x)+r(x);} {\displaystyle x=-y} {\displaystyle {(-y)^{n}+y^{n}}={((-y)+y)}c(x)+r(x)} {\displaystyle {-y^{n}+y^{n}}={(-y+y)}c(x)+r(x)} {\displaystyle 0=(0)c(x)+r(x)} {\displaystyle r(x)=0} |

Ejemplo:
{\displaystyle {\frac {x^{5}+y^{5}}{x+y}}=x^{4}-x^{3}y+x^{2}y^{2}-xy^{3}+y^{4}}

### Caso 4
Este caso no se cumple tanto si x o y es par o impar:
{\displaystyle {\frac {x^{n}+y^{n}}{x-y}}}
| Demostración |
| Es posible demostrar que no es cociente notable mediante el teorema del resto y una de las propiedades de la división: {\displaystyle p(x)=q(x)c(x)+r(x)} {\displaystyle {x^{n}+y^{n}}={(x-y)}c(x)+r(x);} {\displaystyle x=y} {\displaystyle {y^{n}+y^{n}}={(y-y)}c(x)+r(x)} {\displaystyle 2y^{n}=(0)c(x)+r(x)} {\displaystyle r(x)=2y^{n}} Por lo que no es un cociente notable. |

## Casos generales
Los siguientes 5 casos surgen cuando los exponentes del denominador no son igual a 1, sino que son un factor del valor del numerador.
Entonces, para estos casos, "m es necesariamente un factor de n", o lo que es lo mismo, "n es un múltiplo de m".

### Caso 1
Este caso se produce cuando n es un número par o impar. Si n es impar, m necesariamente es impar. Si n es par, m puede ser par o impar.
{\displaystyle {\frac {x^{n}-y^{n}}{x^{m}-y^{m}}}=\sum _{k=0}^{n/m}y^{n-m(k+1)}x^{km}=x^{n-m}+x^{n-2m}y^{m}+x^{n-3m}y^{2m}+\ldots y^{n-m}}
| Demostración |
| Es posible demostrar esta identidad mediante el teorema del resto y una de las propiedades de la división: {\displaystyle p(x)=q(x)c(x)+r(x)} {\displaystyle {x^{n}-y^{n}}={(x^{m}-y^{m})}c(x)+r(x);} {\displaystyle x=y} {\displaystyle {y^{n}-y^{n}}={(y^{m}-y^{m})}c(x)+r(x)} {\displaystyle 0=(0)c(x)+r(x)} {\displaystyle r(x)=0} |

Ejemplos:
{\displaystyle {\frac {x^{12}-y^{12}}{x^{3}-y^{3}}}=x^{9}+x^{6}y^{3}+x^{3}y^{6}+y^{9}}
{\displaystyle {\frac {x^{9}-y^{9}}{x^{3}-y^{3}}}=x^{6}+x^{3}y^{3}+y^{6}}
{\displaystyle {\frac {x^{-6}-y^{-6}}{x^{-2}-y^{-2}}}=x^{-4}+x^{-2}y^{-2}+y^{-4}}

### Caso 2
Este caso se produce cuando n es un número par, mientras m puede ser par o impar. Cuando m es par, solo es un cociente notable si {\displaystyle {\frac {n}{m}}} da un número par.
{\displaystyle {\frac {x^{n}-y^{n}}{x^{m}+y^{m}}}=\sum _{k=0}^{n/m}(-1)^{k}y^{n-m(k+1)}x^{km}=x^{n-m}-x^{n-2m}y^{m}+x^{n-3m}y^{2m}-\ldots y^{n-m}}
| Cuando m es impar |
| Es posible demostrar esta identidad mediante el teorema del resto y de una de las propiedades de la división: {\displaystyle p(x)=q(x)c(x)+r(x)} {\displaystyle {x^{n}-y^{n}}={(x^{m}+y^{m})}c(x)+r(x);} {\displaystyle x=-y} {\displaystyle {(-y)^{n}-y^{n}}={((-y)^{m}+y^{m})}c(x)+r(x)} {\displaystyle {y^{n}-y^{n}}={(-y^{m}+y^{m})}c(x)+r(x)} {\displaystyle 0=(0)c(x)+r(x)} {\displaystyle r(x)=0} |

| Cuando m es par |
| Es posible demostrar esta identidad mediante el teorema del resto y una de las propiedades de la división: {\displaystyle p(x)=q(x)c(x)+r(x)} {\displaystyle {x^{n}-y^{n}}={(x^{m}+y^{m})}c(x)+r(x)} Para este caso no resulta eficaz reemplazar {\displaystyle x} por {\displaystyle y} o {\displaystyle -y}, sino por el valor de {\displaystyle x} en la ecuación {\displaystyle x^{n}-y^{n}=0}, que resulta ser {\displaystyle x=(-1)^{\frac {1}{m}}y}. Entonces: {\displaystyle ((-1)^{\frac {1}{m}}y)^{n}-y^{n}=(((-1)^{\frac {1}{m}}y)^{m}+y^{m})c(x)+r(x)} {\displaystyle (-1)^{\frac {n}{m}}y^{n}-y^{n}=((-1)^{\frac {m}{m}}y^{m}+y^{m})c(x)+r(x)} Solo si el cociente {\displaystyle {\frac {n}{m}}} da un número par el término se podrá eliminar: {\displaystyle (-1)^{\frac {n}{m}}y^{n}-y^{n}=((-1)^{1}y^{m}+y^{m})c(x)+r(x)} {\displaystyle y^{n}-y^{n}=(-y^{m}+y^{m})c(x)+r(x)} {\displaystyle 0=(0)c(x)+r(x)} {\displaystyle r(x)=0} En caso contrario, si se obtuviera un número impar resultaría: {\displaystyle -y^{n}-y^{n}=(-y^{m}+y^{m})c(x)+r(x)} {\displaystyle -2y^{n}=(0)c(x)+r(x)} {\displaystyle r(x)=-2y^{n}} Por lo que no sería un cociente notable. |

Ejemplos:
{\displaystyle {\frac {x^{12}-y^{12}}{x^{3}+y^{3}}}=x^{9}-x^{6}y^{3}+x^{3}y^{6}-y^{9}}
{\displaystyle {\frac {x^{8}-y^{8}}{x^{2}+y^{2}}}=x^{6}-x^{4}y^{2}+x^{2}y^{4}-y^{6}}
{\displaystyle {\frac {x^{\frac {1}{2}}-y^{\frac {1}{2}}}{x^{\frac {1}{4}}+y^{\frac {1}{4}}}}=x^{\frac {1}{4}}-y^{\frac {1}{4}}}

### Caso 3
Este caso se produce cuando n es un número impar. Si n fuese par, resultaría un cociente notable solo si es parte del caso 4.
{\displaystyle {\frac {x^{n}+y^{n}}{x^{m}+y^{m}}}=\sum _{k=0}^{n/m}(-1)^{k}y^{n-m(k+1)}x^{km}=x^{n-m}-x^{n-2m}y^{m}+x^{n-3m}y^{2m}-\ldots y^{n-m}}
| Demostración |
| Es posible demostrar esta identidad mediante el teorema del resto y una de las propiedades de la división: {\displaystyle p(x)=q(x)c(x)+r(x)} {\displaystyle {x^{n}+y^{n}}={(x^{m}+y^{m})}c(x)+r(x);} {\displaystyle x=-y} {\displaystyle {(-y)^{n}+y^{n}}={((-y)^{m}+y^{m})}c(x)+r(x)} {\displaystyle {-y^{n}+y^{n}}={(-y^{m}+y^{m})}c(x)+r(x)} {\displaystyle 0=(0)c(x)+r(x)} {\displaystyle r(x)=0} |

Ejemplo:
{\displaystyle {\frac {x^{9}+y^{9}}{x^{3}+y^{3}}}=x^{6}-x^{3}y^{3}+y^{6}}

### Caso 4
Este caso especial se produce cuando n  y m son números pares y m es factor de n. Este solo ocurre si el cociente de {\displaystyle {\frac {n}{m}}} da un número impar.
{\displaystyle {\frac {x^{n}+y^{n}}{x^{m}+y^{m}}}=\sum _{k=0}^{n/m}(-1)^{k}y^{n-m(k+1)}x^{km}=x^{n-m}-x^{n-2m}y^{m}+x^{n-3m}y^{2m}-\ldots y^{n-m}}
| Demostración |
| Es posible demostrar esta identidad mediante el teorema del resto y una de las propiedades de la división: {\displaystyle p(x)=q(x)c(x)+r(x)} {\displaystyle {x^{n}+y^{n}}={(x^{m}+y^{m})}c(x)+r(x);} {\displaystyle x=(-1)^{\frac {1}{m}}y} {\displaystyle ((-1)^{\frac {1}{m}}y)^{n}+y^{n}=(((-1)^{\frac {1}{m}}y)^{m}+y^{m})c(x)+r(x)} {\displaystyle (-1)^{\frac {n}{m}}y^{n}+y^{n}=((-1)^{\frac {m}{m}}y^{m}+y^{m})c(x)+r(x)} Solo si el cociente {\displaystyle {\frac {n}{m}}} da un número impar el término se podrá eliminar: {\displaystyle (-1)^{\frac {n}{m}}y^{n}+y^{n}=((-1)^{1}y^{m}+y^{m})c(x)+r(x)} {\displaystyle -y^{n}+y^{n}=(-y^{m}+y^{m})c(x)+r(x)} {\displaystyle 0=(0)c(x)+r(x)} {\displaystyle r(x)=0} En caso contrario, si se obtuviera un número par resultaría: {\displaystyle y^{n}+y^{n}=(-y^{m}+y^{m})c(x)+r(x)} {\displaystyle 2y^{n}=(0)c(x)+r(x)} {\displaystyle r(x)=2y^{n}} Por lo que no sería un cociente notable. |

Ejemplo:
{\displaystyle {\frac {x^{10}+y^{10}}{x^{2}+y^{2}}}=x^{8}-x^{6}y^{2}+x^{4}y^{4}-x^{2}y^{6}+y^{8}}

### Caso 5
Este caso no se cumple tanto si n o m es par o impar:
{\displaystyle {\frac {x^{n}+y^{n}}{x^{m}-y^{m}}}}
| Demostración |
| Es posible demostrar que no es cociente notable mediante el teorema del resto y una de las propiedades de la división: {\displaystyle p(x)=q(x)c(x)+r(x)} {\displaystyle {x^{n}+y^{n}}={(x^{m}-y^{m})}c(x)+r(x);} {\displaystyle x=y} {\displaystyle {y^{n}+y^{n}}={(y^{m}-y^{m})}c(x)+r(x)} {\displaystyle 2y^{n}=(0)c(x)+r(x)} {\displaystyle r(x)=2y^{n}} Además, si {\displaystyle x=(-1)^{\frac {1}{m}}y}, se obtendría: {\displaystyle ((-1)^{\frac {1}{m}}y)^{n}+y^{n}=(((-1)^{\frac {1}{m}}y)^{m}-y^{m})c(x)+r(x)} {\displaystyle (-1)^{\frac {n}{m}}y^{n}+y^{n}=((-1)^{\frac {m}{m}}y^{m}-y^{m})c(x)+r(x)} {\displaystyle (-1)^{\frac {n}{m}}y^{n}+y^{n}=((-1)^{1}y^{m}-y^{m})c(x)+r(x)} Incluso si el cociente {\displaystyle {\frac {n}{m}}} da un número par el miembro de la izquierda no se eliminará: {\displaystyle -y^{n}+y^{n}=(-y^{m}-y^{m})c(x)+r(x)} {\displaystyle 0=(-2y^{m})c(x)+r(x)} {\displaystyle r(x)=(2y^{m})c(x)} Por lo que no es un cociente notable. |

## Propiedades
Solo si es un cociente notable, se cumple las siguientes propiedades:

### Número de términos de desarrollo
Para hallar el número de términos que va a tener la solución de la división del siguiente cociente notable:
{\displaystyle {\frac {x^{p}\pm y^{q}}{x^{r}\pm y^{s}}}}
Se calcula la división de los exponentes de la misma variable:
{\displaystyle {\frac {p}{r}}={\frac {q}{s}}=} {\displaystyle {\mbox{número de términos}}}
Ejemplo:
Sea el cociente notable {\displaystyle {\frac {x^{12}-y^{12}}{x^{3}+y^{3}}}}. Para hallar el número de términos del resultado se realiza lo siguiente:
{\displaystyle {\frac {12}{3}}={\frac {12}{3}}=4}

### Cálculo de la posición de un término determinado
Si te piden el término, lugar o posición k, del siguiente cociente notable:
{\displaystyle {\frac {x^{n}\pm y^{n}}{x^{m}\pm y^{m}}}}
El término general {\displaystyle t_{k}} se calcula de las siguientes maneras:
- Para el caso 1 se utiliza:

{\displaystyle t_{k}=x^{(n-km)}y^{(km-m)}}
- Para los demás casos el denominador es una suma, por lo que los términos se alternarán entre +, cuando k sea impar; y -, cuando k sea par:[3]

{\displaystyle t_{k}=\ (-1)^{(k-1)}x^{(n-km)}y^{(km-m)}}

#### Casos sencillos
Si el valor de los exponentes del denominador es 1 (m=1), las anteriores fórmulas se pueden simplificar:
{\displaystyle t_{k}=x^{(n-k)}y^{(k-1)}}, para el caso 1;
{\displaystyle t_{k}=(-1)^{(k-1)}x^{(n-k)}y^{(k-1)}}, para los demás casos.
Ejemplo:
Sea el cociente notable {\displaystyle {\frac {x^{12}-y^{12}}{x^{3}+y^{3}}}}. Se desea encontrar el tercer término:
{\displaystyle t_{3}=(-1)^{3-1}x^{12-3\cdot 3}y^{3\cdot 3-3}=(-1)^{2}x^{12-9}y^{9-3}=x^{3}y^{6}}

### Término central
Para hallar el término central que posee la solución de un cociente notable, antes es necesario encontrar qué posición k tendrá dicho término. Sea n el número de términos que posee el resultado de un cociente notable:
- Si el número de términos es un número impar tendrá un solo término central:

{\displaystyle k_{c}={\frac {n+1}{2}}}
- Si el número de términos es un número par tendrá dos términos centrales, por lo que se utilizan las siguientes dos fórmulas:

{\displaystyle k_{c_{1}}={\frac {n}{2}}}
{\displaystyle k_{c_{2}}={\frac {n}{2}}+1}
Luego de obtener el o los valores de k, se reemplazan en la fórmula del término general.